# Ginnastica ai Giochi della XXXIII Olimpiade - Sbarra
La finale alla sbarra ai Giochi della XXXIII Olimpiade di Parigi si è svolta  al Palazzo dello Sport di Parigi-Bercy il 5 agosto 2024.

## Programma
| Data           | Ora (UTC+1) | Turno                           |
| -------------- | ----------- | ------------------------------- |
| 27 luglio 2024 | 11:00       | Qualificazioni - Suddivisione 1 |
| 27 luglio 2024 | 15:30       | Qualificazioni - Suddivisione 2 |
| 27 luglio 2024 | 20:00       | Qualificazioni - Suddivisione 3 |
| 5 agosto 2024  | 13:22       | Finale                          |

## Risultati

### Qualificazioni
A causa della regola dei passaporti "two per country", l'accesso alla finale è consentito soltanto a due atleti per nazione.
| Pos. | Ginnasta        | Nazionalità   | D. Score | E. Score | Penalità | Totale | Note |
| ---- | --------------- | ------------- | -------- | -------- | -------- | ------ | ---- |
| 1    | Zhang Boheng    | Cina          | 6.5      | 8.633    |          | 15.133 | Q    |
| 2    | Tang Chia-hung  | Taipei cinese | 6.3      | 8.633    |          | 14.933 | Q    |
| 3    | Takaaki Sugino  | Giappone      | 6.6      | 8.133    |          | 14.733 | Q    |
| 4    | Tin Srbić       | Croazia       | 6.3      | 8.300    |          | 14.600 | Q    |
| 5    | Shinnosuke Oka  | Giappone      | 5.9      | 8.633    |          | 14.533 | Q    |
| 6    | Ángel Barajas   | Colombia      | 6.7      | 7.766    |          | 14.466 | Q    |
| 7    | Su Weide        | Cina          | 6.0      | 8.400    |          | 14.400 | Q    |
| 8    | Mários Geōrgíou | Cipro         | 5.9      | 8.466    |          | 14.366 | Q    |
| 9    | Yumin Abbadini  | Italia        | 5.9      | 8.300    |          | 14.200 | R1   |
| 10   | Joe Fraser      | Gran Bretagna | 6.4      | 7.800    |          | 14.200 | R2   |
| 11   | Fred Richard    | Stati Uniti   | 5.8      | 8.366    |          | 14.166 | R3   |

### Finale
| Pos.    | Ginnasta        | Nazionalità   | D. Score | E. Score | Penalità | Totale |
| ------- | --------------- | ------------- | -------- | -------- | -------- | ------ |
| Oro     | Shinnosuke Oka  | Giappone      | 5.9      | 8.633    |          | 14.533 |
| Argento | Ángel Barajas   | Colombia      | 6.6      | 7.933    |          | 14.533 |
| Bronzo  | Zhang Boheng    | Cina          | 6.5      | 7.466    |          | 13.966 |
| Bronzo  | Tang Chia-hung  | Taipei cinese | 6.5      | 7.466    |          | 13.966 |
| 5       | Su Weide        | Cina          | 6.0      | 7.433    |          | 13.433 |
| 6       | Mários Geōrgíou | Cipro         | 5.9      | 7.433    |          | 13.333 |
| 7       | Takaaki Sugino  | Giappone      | 5.8      | 5.833    |          | 12.266 |
| 8       | Tin Srbić       | Croazia       | 5.5      | 5.833    |          | 11.333 |